# ズゴニーコ
ズゴニーコ（伊: Sgonico ; スロベニア語: Zgonik）は、イタリア共和国フリウリ＝ヴェネツィア・ジュリア州トリエステ県にある、人口約2,000人の基礎自治体（コムーネ）。

## 名称
標準イタリア語およびスロベニア語以外では以下の名称を持つ。
- ヴェネト語トリエステ方言: Sgonico

## 地理

### 位置・広がり
トリエステ県北部に所在するコムーネで、スロベニアとの国境がコムーネの東を走っている。ズゴニーコの街は、トリエステの北北西約10km、セジャーナの西北西約10km、モンファルコーネの東南約19kmの位置にある。

#### 隣接コムーネ
隣接するコムーネ、およびそれに相当する行政区画は以下の通り。括弧内のSLOはスロベニア領を示す。
- セジャーナ (Sesana) (SLO) - 北東
- モンルピーノ - 南東
- トリエステ - 南
- ドゥイーノ＝アウリジーナ - 西

### 地勢
カルソ台地上の町である。最高地点はラナーロ山（Monte Lanaro / Volnik) (544 m）で、その周辺は自然保護区 (it:Riserva naturale del Monte Lanaro) になっている。
カルスト地形が広がっており、鍾乳洞も多い。観光目的で入ることのできる世界一大きな洞窟とされるグロッタ・ジガンテ (it:Grotta Gigante) も、このコムーネにある。

### 気候分類・地震分類
ズゴニーコにおけるイタリアの気候分類 (it) および度日は、zona E, 2866 GGである。
また、イタリアの地震リスク階級 (it) では、zona 3 (sismicità bassa) に分類される。

## 歴史
1275年に記された文書で、Suonich として現れるのが、この村への最初の言及とされる。1309年には Zgonik の名が現れる。この地名は、「鐘楼」を意味する Zvonìk が語源と考えられている。1494年の時点でズゴニーコはドゥイーノの領主の所領であり、Župa という行政区分（コムーネ）の中心集落であった。
1811年の時点で、ズゴニーコは現在より大きなコムーネの中心であり、現在のドゥイーノ＝アウリジーナやモンルピーノの一部もその領域に含んでいた。
第一次世界大戦後にイタリア領となり、1923年にトリエステ県に編入された。

## 文化・観光

### 観光地
- グロッタ・ジガンテ (it:Grotta Gigante)
- カルシアナ植物園 (it:Giardino botanico Carsiana)

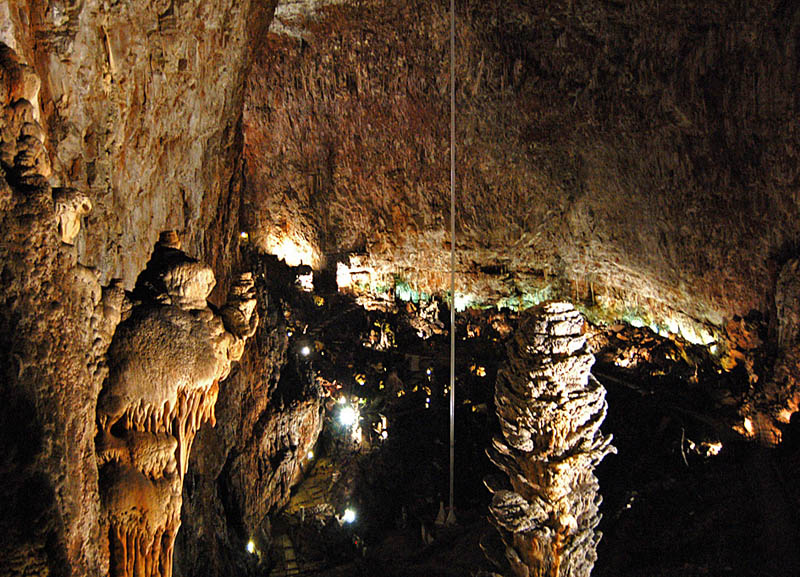
グロッタ・ジガンテ

## 社会

### 民族
1971年の調査によれば、人口の81.6％はスロベニア系であった。これはトリエステ県の6つのコムーネで最も高い割合であった。

## 行政

### 分離集落
ズゴニーコは以下の分離集落から構成される。地名は、イタリア語名 / スロベニア語名 の順に表記している。
| - Borgo Grotta Gigante / - Bristie / Brišče - Campo Sacro / Božje Polje - Colludrozza / Koludrovca - Devincina / Devinščina - Gabrovizza / Gabrovec | - Rupinpiccolo / Repnič - Sagrado / Zagradec - Sales / Salež - Samatorza / Samatorca - Stazione di Prosecco / Briščiki |

## 交通

### 道路
高速道路
- RA13 (it:Raccordo autostradale RA13)

国道
- SS202 (it:Strada statale 202 Triestina)